# 王敞 (清朝)
王敞，山東省青州府安邱縣人，清朝政治人物。進士出身。

## 生平
光緒二年（1876年），參加丙子恩科會試，得貢士第272名。殿試登進士2甲第141名。同年五月（6月3日），著分六部學習。